# Lucien Leuwen (mini-série)
Pour le roman, voir Lucien Leuwen.
Lucien Leuwen est un feuilleton télévisé français en quatre épisodes de 90 minutes réalisé par Claude Autant-Lara, d'après le roman éponyme de Stendhal, et diffusé du 19 décembre 1973 au 9 janvier 1974 sur la deuxième chaîne de l'ORTF.
Au Québec, elle a été diffusée en sept parties de 52 minutes à partir du 9 juillet 1976 à la Télévision de Radio-Canada, et en Suisse sur TSR1. Diffusion à la RTB à partir du dimanche 28 octobre 1973.

## Distribution
- Bruno Garcin : Lucien Leuwen
- Nicole Jamet : madame de Chasteller
- Jacques Monod : le docteur du Poirier
- François Maistre : l'abbé Disjonval